# Copa del Generalísimo 1943
Die Copa del Generalísimo 1943 war die 39. Austragung des spanischen Fußballpokalwettbewerbes, der heute unter dem Namen Copa del Rey stattfindet.
Der Wettbewerb startete am 25. April und endete mit dem Finale am 20. Juni 1943 im Stadium Metropolitano in Madrid. Titelverteidiger des Pokalwettbewerbes war der CF Barcelona. Den Titel gewann Atlético Bilbao durch einen 1:0-Erfolg nach Verlängerung im Finale gegen Real Madrid.

## Erste Runde
Die Hinspiele wurden am 25. April, die Rückspiele am 2. Mai 1943 ausgetragen.
|                   | Gesamt |                     | Hinspiel | Rückspiel |
| ----------------- | ------ | ------------------- | -------- | --------- |
| Club Ferrol       | 2:2    | Deportivo La Coruña | 1:0      | 1:2       |
| Real Valladolid   | 1:4    | Celta Vigo          | 1:2      | 0:2       |
| Real Gijón        | 4:6    | Real Oviedo         | 1:2      | 3:4       |
| FC Barakaldo      | 1:2    | Atlético Bilbao     | 1:0      | 0:2       |
| Real Sociedad     | 11:20  | Arenas Club         | 8:0      | 3:2       |
| CD Alavés         | 3:4    | Real Saragossa      | 2:3      | 1:1       |
| RCD Español       | 4:2    | CA Osasuna          | 3:2      | 1:0       |
| CD Constancia     | 3:3    | CD Sabadell         | 2:1      | 1:2       |
| Levante UD        | 03:11  | CF Barcelona        | 2:3      | 1:8       |
| Hércules Alicante | 03:10  | CD Castellón        | 0:2      | 3:8       |
| CD Alcoyano       | 2:3    | FC Valencia         | 2:1      | 0:2       |
| Real Madrid       | 6:1    | UD Salamanca        | 5:1      | 1:0       |
| CD Málaga         | 3:8    | Atlético Aviación   | 0:0      | 3:8       |
| Betis Sevilla     | 4:3    | Atlético Tetuán     | 1:3      | 3:0       |
| Jerez FC          | 7:4    | FC Sevilla          | 6:2      | 1:2       |
| SD Ceuta          | 5:3    | FC Granada          | 5:0      | 0:3       |

### Entscheidungsspiele
Die Spiele wurden am 4. und 5. Mai in Barcelona und Oviedo ausgetragen.
|               | Ergebnis |                     |
| ------------- | -------- | ------------------- |
| CD Constancia | 1:0      | CD Sabadell         |
| Club Ferrol   | 0:1      | Deportivo La Coruña |

## Achtelfinale
Die Hinspiele wurden am 9. Mai, die Rückspiele am 16. Mai 1943 ausgetragen.
|                   | Gesamt |                     | Hinspiel | Rückspiel |
| ----------------- | ------ | ------------------- | -------- | --------- |
| Atlético Aviación | 4:2    | Real Sociedad       | 4:2      | 0:0       |
| RCD Español       | 4:4    | Real Madrid         | 1:1      | 3:3       |
| Celta Vigo        | 2:9    | CF Barcelona        | 1:5      | 1:4       |
| Real Oviedo       | 2:3    | Deportivo La Coruña | 1:2      | 1:1       |
| Atlético Bilbao   | 8:2    | CD Castellón        | 7:0      | 1:2       |
| Real Saragossa    | 3:4    | FC Valencia         | 2:4      | 1:0       |
| CD Constancia     | 3:5    | Jerez FC            | 2:1      | 1:4       |
| Betis Sevilla     | 1:5    | SD Ceuta            | 1:1      | 0:4       |

### Entscheidungsspiele
Das Spiel wurde am 18. Mai in Madrid ausgetragen.
|             | Ergebnis |             |
| ----------- | -------- | ----------- |
| RCD Español | 0:2      | Real Madrid |

## Viertelfinale
Die Hinspiele wurden am 23. Mai, die Rückspiele am 30. Mai 1943 ausgetragen.
|                   | Gesamt |                     | Hinspiel | Rückspiel |
| ----------------- | ------ | ------------------- | -------- | --------- |
| Atlético Aviación | 2:7    | Atlético Bilbao     | 1:3      | 1:4       |
| Jerez FC          | 4:6    | Real Madrid         | 1:1      | 3:5       |
| CF Barcelona      | 9:4    | SD Ceuta            | 5:2      | 4:2       |
| FC Valencia       | 5:2    | Deportivo La Coruña | 2:2      | 3:0       |

## Halbfinale
Die Hinspiele wurden am 6. Juni, die Rückspiele am 13. Juni 1943 ausgetragen.
|                 | Gesamt |             | Hinspiel | Rückspiel |
| --------------- | ------ | ----------- | -------- | --------- |
| CF Barcelona    | 04:11  | Real Madrid | 3:0      | 01:11     |
| Atlético Bilbao | 3:2    | FC Valencia | 1:0      | 2:2       |

## Finale
Eine halbe Stunde vor Spielbeginn setzte ein starker Regenschauer ein, der den Platz überflutete und das Spielfeld nahezu unbespielbar machte.
| Atlético Bilbao                                 | Atlético Bilbao | Real Madrid | Real Madrid |
| ----------------------------------------------- | --- | --- | ----------- |
| Atlético Bilbao                                 | \| 20. Juni 1943 in Madrid (Stadium Metropolitano) \| \| Ergebnis: 1:0 n. V. \| \| Zuschauer: 50.000 \| \| Schiedsrichter: Agustín Cruella \|                                                 | \| 20. Juni 1943 in Madrid (Stadium Metropolitano) \| \| Ergebnis: 1:0 n. V. \| \| Zuschauer: 50.000 \| \| Schiedsrichter: Agustín Cruella \|                                                        | Real Madrid |
| Atlético Bilbao                                 | Raimundo Lezama – Juan José Mieza, Isaac Oceja – Higinio Ortúzar, Antonio Ortiz, Nando – Hermenegildo Elices, José Luis Panizo, Zarra, Isidoro Urra, Agustín Gaínza Cheftrainer: Juan Urquizu | Gonzalo Marzá – José María Querejeta, José Corona – José Ramón Sauto, Juan Antonio Ipiña , Moleiro – Antonio Alsúa, Chus Alonso, Pruden, Sabino Barinaga, Pascual Botella Cheftrainer: Ramón Encinas | Real Madrid |
| Atlético Bilbao                                 | 1:0 Zarra (104.) | | Real Madrid |
| 20. Juni 1943 in Madrid (Stadium Metropolitano) | | |             |
| Ergebnis: 1:0 n. V.                             | | |             |
| Zuschauer: 50.000                               | | |             |
| Schiedsrichter: Agustín Cruella                 | | |             |